# Osservatorio di Jena
L'osservatorio universitario di Jena (Istituto di Astrofisica e Università di Jena, IAU) è un osservatorio astronomico ottico situato a Jena, popolosa cittadina della Turingia, in Germania, di proprietà della omonima università.
Fu commissionato intorno al 1820 dal duca Carlo Augusto di Sassonia-Weimar-Eisenach su suggerimento di Johann Wolfgang von Goethe, supervisore dell'università di Jena, ateneo che nel 1934 sarebbe stato intitolato a Friedrich Schiller. Il primo direttore dell'osservatorio fu il matematico ed astronomo Karl Dietrich von Münchow (1778-1836). Il primo edificio dell'osservatorio, costruito nel 1813, era annesso proprio alla casa di Schiller. Nel 1889 fu costruito un ulteriore edificio su un terreno adiacente.
Nel tempo si sono succeduti come direttori dell'osservatorio noti scienziati quali Ernst Abbe (1877-1900), Heinrich Vogt (1929-1933) e Heinrich Friedrich Siedentopf (1933-1945).

## Strumenti e logistica
Dal 1962, l'istituto di astrofisica dispone di un ulteriore osservatorio distaccato a circa 10 chilometri verso ovest, su un altopiano vicino alla piccola cittadina di Großschwabhausen. La stazione di osservazione situata nella foresta sull'altopiano offre condizioni almeno tollerabili per l'astronomia ottica, impossibile presso i centri urbani a causa dell'inquinamento luminoso per le condizioni climatiche avverse dell'Europa centrale.

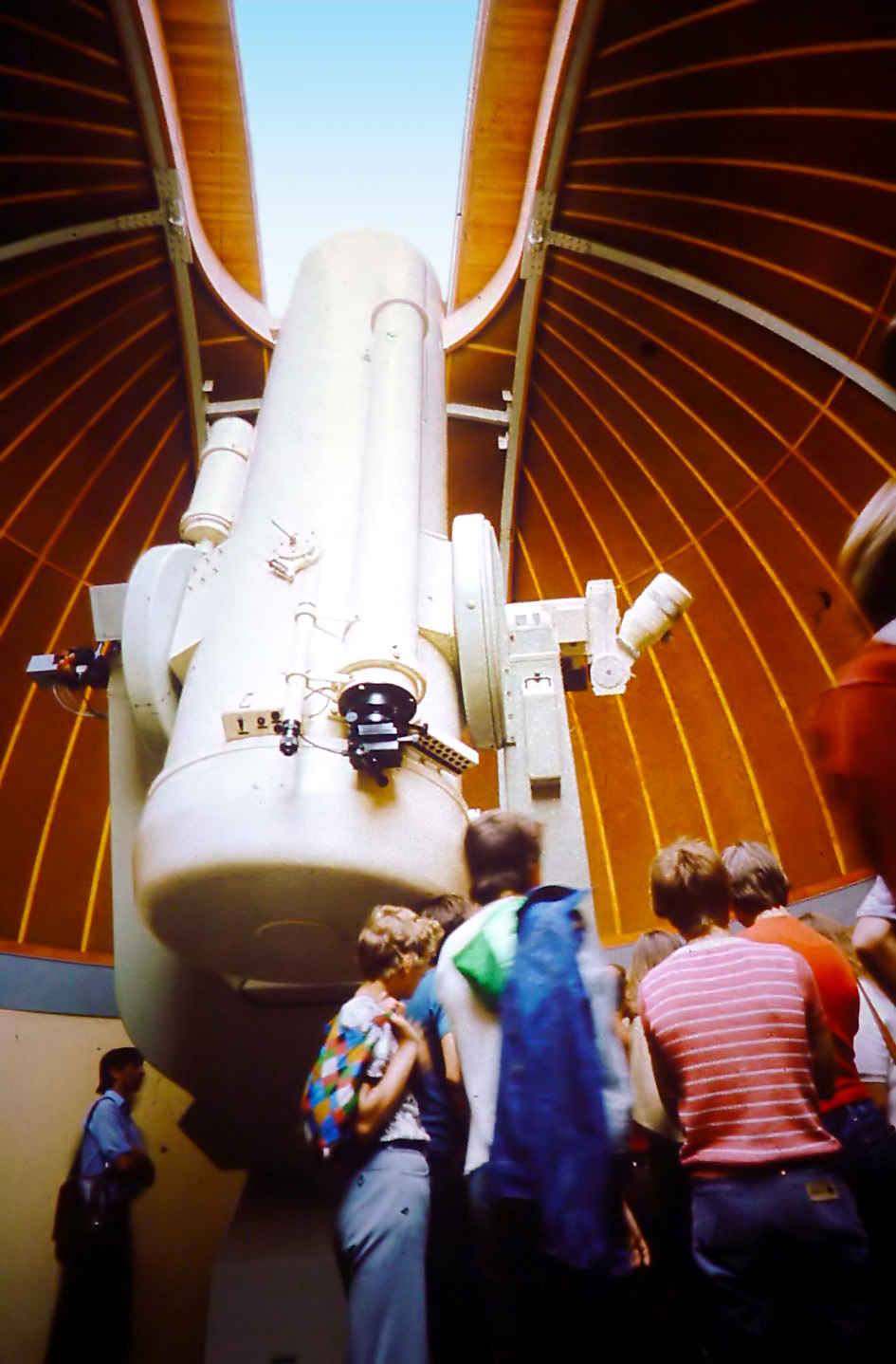
Telescopio Schmidt da 90 cm presso Großschwabhausen.

Il telescopio principale è costituito da un riflettore con un diametro dello specchio primario di 90 cm, che può essere convertito in uno Schmidt (telescopio con fotocamera) con un'apertura di 60 cm, consentendo il collegamento di fotocamere CCD, spettrometri in fibra di vetro e fotocamere per il rilevamento dei raggi cosmici (fotoni) interagenti con le particelle presenti nell'atmosfera. Dal 2006 è utilizzato per l'osservazione notturna amatoriale e divulgativa.

### Ottica
- Riflettore da 90 cm (D = 600/900 mm, F = 1800/13500 mm) (può essere utilizzato come fotocamera Schmidt da 60 cm con apertura 1: 3)
- Cassegrain 25 cm (D = 250 mm, F = 2250 mm)
- Rifrattore Zeiss da 20 cm (D = 200 mm, F = 3000 mm)